# Sphenomorphus tonkinensis
Sphenomorphus tonkinensis — вид сцинкоподібних ящірок родини сцинкових (Scincidae). Мешкає в Китаї і В'єтнамі.

## Поширення і екологія
Sphenomorphus tonkinensis мешкають на півдні Китаю, зокрема на Хайнані, та на півночі В'єтнаму. Вони живуть у вологих рівнинних тропічних лісах, на висоті від 100 до 700 м над рівнем моря. Відкладають яйця.